# براندان كراب
براندان كراب (بالإنجليزية: Brendan Crabb)‏ هو عالم فيروسات أسترالي، ولد في 13 سبتمبر 1966.